# Nissan (mois)
Pour les articles homonymes, voir Nissan (homonymie).
Nissan (en hébreu : נִיסָן ; amharique : lissan) est le 7e mois de l’année civile (le 8e mois lors des années embolismiques) et le 1er mois de l’année ecclésiastique (à partir de laquelle se comptent les fêtes) du calendrier hébraïque.
C'est un mois printanier « plein » (de 30 jours). Il a généralement lieu entre les mois de mars et d'avril du calendrier grégorien.

## Nissandans les sources juives

### Dans la Bible hébraïque
Le mois prescrit à Moïse et Aaron comme le « premier des mois » est appelé le mois de l’aviv dans les premiers textes bibliques car c'est en ce mois que le blé entre en germination. 
Il est essentiellement associé à l'Exode, considéré dans la tradition juive comme l'évènement fondateur de la nation israélite, et à la célébration de cet évènement, la fête de Pessa'h,. C'est également au premier jour de ce mois qu'est érigé le Tabernacle, pendant lequel Nadav et Abihou trouvent la mort, et au cours des douze jours suivants que les princes d'Israël défilent pour y apporter leurs « contributions » (teroumot). Au cours de la traversée du désert, Myriam meurt, le 10e jour du mois.
Au septième jour de ce mois, Dieu ordonne à Josué de traverser le Jourdain, après que la période de deuil pour Moïse a pris fin. Jéricho sera conquise le 28e jour du mois au terme d'une semaine de circumambulation autour de ses murailles avec l'arche de l'Alliance, au son des schofars. Josué meurt vingt-quatre ans plus tard, le 26e jour du mois.
Neuf siècles plus tard, Ézéchiel prophétise la chute de l'Égypte. 
Les Juifs commencent à employer l'appellation nissan (ce nom babylonien, dérivant de l’akkadien nissānu et/ou du sumérien nissag — « premiers fruits », a également été adopté pour désigner le mois d'avril en arabe et en turc) lors de l'exil de Babylone et la conservent après le retour à Sion, ainsi qu'il ressort de la littérature rabbinique et des apocryphes.

### Dans la littérature rabbinique
Selon la Meguilat Ta'anit, une œuvre tannaïtique antérieure d'environ un siècle à la Mishna, les jours du 1er au 8 nissan marquent une victoire des pharisiens sur les saducéens à propos de l'ordonnance de l'offrande perpétuelle et ceux du 8 au 21 marquent une victoire sur les bœthusiens au sujet de la fête de la fin de la moisson ; l'auteur prescrit de ne pas porter le deuil (en s'imposant un jeûne ou en récitant des oraisons funèbres) en ces jours. Toutefois, il est permis par la Torah de jeûner totalement les 1er, 10 et 26 nissan car on y commémore respectivement les décès de Nadav et Abihou, Myriam et Josué (cf. supra).  
En exposant ses lois sur le nouvel an, la Mishna signale que le 1er nissan marque le nouvel an ecclésiastique ainsi que celui des rois (c'est-à-dire des années de règne). C'est aussi l'un des six mois pour lesquels des émissaires sont envoyés dans les communautés diasporiques, même si cela doit se faire le chabbat, afin de leur annoncer la néoménie et de leur permettre de célébrer Pessa'h à la date prescrite par la Bible. La fin de nissan marque l'arrêt des prières pour la pluie (les pluies au-delà de nissan sont considérées comme un signe de malédiction).
Les Talmuds rapportent la controverse qui divisait les docteurs de la Mishna au sujet du mois à fixer comme premier mois de l'année civile : Rabbi Eliezer soutenait que c'est au mois de tishrei que fut créé le monde (et c'est donc lui qui devrait entamer l'année civile) tandis que Rabbi Yehoushoua pensait que c'était nissan, situant la birkat hahamma (bénédiction à réciter lorsqu'on voit le soleil dans sa « configuration originelle ») lorsque « la teqoufat nissan (c'est-à-dire l'équinoxe vernal) se trouve [alignée] sur Saturne » ; si la controverse a été tranchée en faveur de tishrei, nissan demeure néanmoins le mois au cours duquel eut lieu la délivrance (d'Égypte) et aura lieu la délivrance (par le Messie).

## Nissandans le judaïsme rabbinique
C'est au cours de nissan qu'ont lieu la fête de Pessa'h et le décompte du omer qui s'ensuit. Cependant, nissan possède également ses lois et statuts propres.
Conformément aux enseignements de la Meguilat Ta'anit, on ne peut observer aucune manifestation publique de deuil, en particulier de jeûne, à l'exception des aînés, lors du jeûne des premiers-nés, et des futurs mariés.
On ne récite pas, pour la même raison, l'office austère de Tahanoun (« supplication ») ni certains passages bibliques et liturgiques évoquant le deuil ou la sévérité comme Ta justice est justice après la Prière de l'office de min'ha à chabbat ou la Justification du jugement lors de funérailles. Il est, par ailleurs, de coutume, de lire chaque jour à partir du 1er nissan les passages bibliques se rapportant aux contributions faites par les princes d'Israël en ces jours puis de lire au treizième jour le passage se rapportant à la tribu de Lévi.

## Nissandans le karaïsme
L'une des premières innovations utilisées par les Karaïtes, adeptes d'un mouvement juif scripturaliste opposé au judaïsme rabbinique, fut de rétablir la détermination de la néoménie par l'observation directe du premier croissant de lune. Cependant, certains utilisaient par commodité le calendrier hébraïque classique tandis que d'autres, dont Nehemia Gordon, ont souhaité retourner à la nomenclature biblique. Ces derniers définissent de plus leur calendrier en fonction de la nouvelle lune et de l’aviv, c'est-à-dire l'état de maturation du blé.

## Nissanen Israël
Outre les fêtes juives traditionnelles, le calendrier israélien officiel compte le 27 nissan, anniversaire de l'insurrection du ghetto de Varsovie, institué en 1951 avant d'être officialisé en 1959 par le Premier ministre David Ben Gourion et le Président Yitzhak Ben-Zvi comme jour de commémoration de la Shoah et de la résistance. 
Les autorités rabbiniques israéliennes lui ont cependant préféré le 10 tevet comme jour de commémoration religieuse, au vu de l'interdiction de porter le deuil en nissan.

## Nissandans le christianisme
Selon la Tradition chrétienne, Jésus est décédé à 3:00 (la neuvième heure canonique) de l’après-midi du 13 nissan, lors de la préparation de Pessa'h. La veille, le Jeudi saint au soir, son dernier souper aurait été un Seder avant la Pâque. Cette chronologie correspond à celle de l'Évangile selon Jean. Selon d’autres traditions dites quartodécimanistes, il serait mort le 14 nissan, et il s’agissait du Seder de la Pâque même. L'Église adventiste du septième jour et les Témoins de Jéhovah souscrivent à cette tradition, organisant annuellement le Repas du Seigneur. Cette chronologie correspond à celle des évangiles synoptiques.